# Phase de groupes de la Ligue Europa 2014-2015
Cet article présente les résultats détaillés de la phase de groupes de l'édition 2014-2015 de la Ligue Europa.

## Critères de départage
Si deux équipes ou plus sont à égalité de points à l'issue des matchs de groupe, les critères suivants sont appliqués dans l'ordre pour départager :
1. plus grand nombre de points « particuliers » (obtenus dans les matchs de groupe disputés entre les équipes concernées);
2. meilleure différence de buts « particulière » (dans les matchs de groupe disputés entre les équipes concernées);
3. plus grand nombre de buts marqués à l’extérieur dans les matchs de groupe disputés entre les équipes concernées;
4. meilleure différence de buts sur tous les matchs de groupe;
5. plus grand nombre de buts marqués;
6. plus grand nombre de points au coefficient UEFA.

Légende des classements
- Qualification pour les seizièmes de finale

Légende des résultats
- Victoire à domicile
- Match nul
- Victoire à l'extérieur

## Groupe A
| Rang | Équipe                   | Pts | J | G | N | P | Bp | Bc | Diff |  | Résultats (▼ dom., ► ext.) |     |     |     |     |
| ---- | ------------------------ | --- | - | - | - | - | -- | -- | ---- |  | -------------------------- | --- | --- | --- | --- |
| 1    | Borussia Mönchengladbach | 12  | 6 | 3 | 3 | 0 | 14 | 4  | +10  |  | Borussia Mönchengladbach   |     | 1-1 | 3-0 | 5-0 |
| 2    | Villarreal CF            | 11  | 6 | 3 | 2 | 1 | 15 | 7  | +8   |  | Villarreal CF              | 2-2 |     | 4-1 | 4-0 |
| 3    | FC Zurich                | 7   | 6 | 2 | 1 | 3 | 10 | 14 | -4   |  | FC Zurich                  | 1-1 | 3-2 |     | 3-1 |
| 4    | Apollon Limassol         | 3   | 6 | 1 | 0 | 5 | 4  | 18 | -14  |  | Apollon Limassol           | 0-2 | 0-2 | 3-2 |     |

| 1re journée                      | Borussia Mönchengladbach | 1 - 1   | Villarreal CF | Borussia-Park, Mönchengladbach                 |                                                |
| 18 septembre 2014 19 h 00 (CEST) | Herrmann 21e             | (1 - 0) | 68e Uche      | Spectateurs : 39 128 Arbitrage : Ivan Kružliak | Spectateurs : 39 128 Arbitrage : Ivan Kružliak |
| 18 septembre 2014 19 h 00 (CEST) | Rapport                  |         |               | Spectateurs : 39 128 Arbitrage : Ivan Kružliak | Spectateurs : 39 128 Arbitrage : Ivan Kružliak |

|  | Apollon Limassol                          | 3 - 2   | FC Zurich                  | Stade GSP, Nicosie                              |                                                 |
|  | Papoulis 9e · Gullón 40e · Koch 87e (csc) | (2 - 0) | 50e Reikan · 53e Yapi-Yapo | Spectateurs : 5 662 Arbitrage : Simon Lee Evans | Spectateurs : 5 662 Arbitrage : Simon Lee Evans |
|  | Rapport                                   |         |                            | Spectateurs : 5 662 Arbitrage : Simon Lee Evans | Spectateurs : 5 662 Arbitrage : Simon Lee Evans |

| 2e journée                    | FC Zurich   | 1 - 1   | Borussia Mönchengladbach | Stade du Letzigrund, Zurich                    |                                                |
| 2 octobre 2014 21 h 05 (CEST) | Etoundi 23e | (1 - 1) | 25e Nordtveit            | Spectateurs : 18 422 Arbitrage : Slavko Vinčić | Spectateurs : 18 422 Arbitrage : Slavko Vinčić |
| 2 octobre 2014 21 h 05 (CEST) | Rapport     |         |                          | Spectateurs : 18 422 Arbitrage : Slavko Vinčić | Spectateurs : 18 422 Arbitrage : Slavko Vinčić |

|  | Villarreal CF                    | 4 - 0   | Apollon Limassol | El Madrigal, Vila-real                         |                                                |
|  | Moreno 9e 82e · Espinosa 44e 51e | (2 - 0) |                  | Spectateurs : 13 000 Arbitrage : Arnold Hunter | Spectateurs : 13 000 Arbitrage : Arnold Hunter |
|  | Rapport                          |         |                  | Spectateurs : 13 000 Arbitrage : Arnold Hunter | Spectateurs : 13 000 Arbitrage : Arnold Hunter |

| 3e journée                     | Villarreal CF                                       | 4 - 1   | FC Zurich        | El Madrigal, Vila-real                         |                                                |
| 23 octobre 2014 21 h 05 (CEST) | Cani 6e · Vietto 57e · Soriano 60e · dos Santos 78e | (1 - 1) | 43e Schönbächler | Spectateurs : 14 092 Arbitrage : Halis Özkahya | Spectateurs : 14 092 Arbitrage : Halis Özkahya |
| 23 octobre 2014 21 h 05 (CEST) | Rapport                                             |         |                  | Spectateurs : 14 092 Arbitrage : Halis Özkahya | Spectateurs : 14 092 Arbitrage : Halis Özkahya |

|  | Borussia Mönchengladbach                                              | 5 - 0   | Apollon Limassol | Borussia-Park, Mönchengladbach                     |                                                    |
|  | Traoré 11e 67e · Hrgota 56e · Herrmann 83e · Charalambous 90+1e (csc) | (1 - 0) |                  | Spectateurs : 38 182 Arbitrage : Yevhen Aranovskiy | Spectateurs : 38 182 Arbitrage : Yevhen Aranovskiy |
|  | Rapport                                                               |         |                  | Spectateurs : 38 182 Arbitrage : Yevhen Aranovskiy | Spectateurs : 38 182 Arbitrage : Yevhen Aranovskiy |

| 4e journée                    | FC Zurich                              | 3 - 2   | Villarreal CF         | Stade du Letzigrund, Zurich                          |                                                      |
| 6 novembre 2014 19 h 00 (CET) | Etoundi 21e · Buff 26e · Chikhaoui 29e | (3 - 2) | 19e Pina · 23e Moreno | Spectateurs : 8 209 Arbitrage : Vladislav Bezborodov | Spectateurs : 8 209 Arbitrage : Vladislav Bezborodov |
| 6 novembre 2014 19 h 00 (CET) | Rapport                                |         |                       | Spectateurs : 8 209 Arbitrage : Vladislav Bezborodov | Spectateurs : 8 209 Arbitrage : Vladislav Bezborodov |

|  | Apollon Limassol | 0 - 2   | Borussia Mönchengladbach     | Stade GSP, Nicosie                             |                                                |
|  |                  | (0 - 0) | 56e Raffael · 90+5e Herrmann | Spectateurs : 6 000 Arbitrage : Antony Gautier | Spectateurs : 6 000 Arbitrage : Antony Gautier |
|  | Rapport          |         |                              | Spectateurs : 6 000 Arbitrage : Antony Gautier | Spectateurs : 6 000 Arbitrage : Antony Gautier |

| 5e journée                     | Villarreal CF               | 2 - 2   | Borussia Mönchengladbach | El Madrigal, Vila-real                            |                                                   |
| 27 novembre 2014 21 h 05 (CET) | Vietto 26e · Tcherychev 63e | (1 - 0) | 55e Raffael · 67e Xhaka  | Spectateurs : 16 000 Arbitrage : Szymon Marciniak | Spectateurs : 16 000 Arbitrage : Szymon Marciniak |
| 27 novembre 2014 21 h 05 (CET) | Rapport                     |         |                          | Spectateurs : 16 000 Arbitrage : Szymon Marciniak | Spectateurs : 16 000 Arbitrage : Szymon Marciniak |

|  | FC Zurich                                      | 3 - 1   | Apollon Limassol | Stade du Letzigrund, Zurich                   |                                               |
|  | Djimsiti 32e · Chikhaoui 39e (pen.) 59e (pen.) | (2 - 1) | 23e Farley       | Spectateurs : 7 939 Arbitrage : Kristo Tohver | Spectateurs : 7 939 Arbitrage : Kristo Tohver |
|  | Rapport                                        |         |                  | Spectateurs : 7 939 Arbitrage : Kristo Tohver | Spectateurs : 7 939 Arbitrage : Kristo Tohver |

| 6e journée                     | Borussia Mönchengladbach      | 3 - 0   | FC Zurich | Borussia-Park, Mönchengladbach              |                                             |
| 11 décembre 2014 19 h 00 (CET) | Herrmann 31e · Hrgota 59e 64e | (1 - 0) |           | Spectateurs : 44 323 Arbitrage : Luca Banti | Spectateurs : 44 323 Arbitrage : Luca Banti |
| 11 décembre 2014 19 h 00 (CET) | Rapport                       |         |           | Spectateurs : 44 323 Arbitrage : Luca Banti | Spectateurs : 44 323 Arbitrage : Luca Banti |

|  | Apollon Limassol | 0 - 2   | Villarreal CF           | Stade GSP, Nicosie                             |                                                |
|  |                  | (0 - 2) | 35e Moreno · 40e Vietto | Spectateurs : 4 200 Arbitrage : Serge Gumienny | Spectateurs : 4 200 Arbitrage : Serge Gumienny |
|  | Rapport          |         |                         | Spectateurs : 4 200 Arbitrage : Serge Gumienny | Spectateurs : 4 200 Arbitrage : Serge Gumienny |

## Groupe B
| Rang | Équipe         | Pts | J | G | N | P | Bp | Bc | Diff |  | Résultats (▼ dom., ► ext.) |     |     |     |     |
| ---- | -------------- | --- | - | - | - | - | -- | -- | ---- |  | -------------------------- | --- | --- | --- | --- |
| 1    | Club Bruges KV | 12  | 6 | 3 | 3 | 0 | 10 | 2  | +8   |  | Club Bruges KV             |     | 0-0 | 2-1 | 1-1 |
| 2    | Torino FC      | 11  | 6 | 3 | 2 | 1 | 9  | 3  | +6   |  | Torino FC                  | 0-0 |     | 2-0 | 1-0 |
| 3    | HJK Helsinki   | 6   | 6 | 2 | 0 | 4 | 5  | 11 | -6   |  | HJK Helsinki               | 0-3 | 2-1 |     | 2-1 |
| 4    | FC Copenhague  | 4   | 6 | 1 | 1 | 4 | 5  | 13 | -8   |  | FC Copenhague              | 0-4 | 1-5 | 2-0 |     |

| 1re journée                      | Club Bruges | 0 - 0   | Torino FC | Stade Jan-Breydel, Bruges                      |                                                |
| 18 septembre 2014 19 h 00 (CEST) |             | (0 - 0) |           | Spectateurs : 15 000 Arbitrage : Halis Özkahya | Spectateurs : 15 000 Arbitrage : Halis Özkahya |
| 18 septembre 2014 19 h 00 (CEST) | Rapport     |         |           | Spectateurs : 15 000 Arbitrage : Halis Özkahya | Spectateurs : 15 000 Arbitrage : Halis Özkahya |

|  | FC Copenhague     | 2 - 0   | HJK Helsinki | Parken Stadium, Copenhague                         |                                                    |
|  | Jørgensen 68e 81e | (0 - 0) |              | Spectateurs : 12 191 Arbitrage : Yevhen Aranovskiy | Spectateurs : 12 191 Arbitrage : Yevhen Aranovskiy |
|  | Rapport           |         |              | Spectateurs : 12 191 Arbitrage : Yevhen Aranovskiy | Spectateurs : 12 191 Arbitrage : Yevhen Aranovskiy |

| 2e journée                    | HJK Helsinki | 0 - 3   | Club Bruges                                       | Sonera Stadium, Helsinki                      |                                               |
| 2 octobre 2014 21 h 05 (CEST) |              | (0 - 1) | 19e (csc) Heikkinen · 70e De Sutter · 78e De Bock | Spectateurs : 7 000 Arbitrage : Ognjen Valjić | Spectateurs : 7 000 Arbitrage : Ognjen Valjić |
| 2 octobre 2014 21 h 05 (CEST) | Rapport      |         |                                                   | Spectateurs : 7 000 Arbitrage : Ognjen Valjić | Spectateurs : 7 000 Arbitrage : Ognjen Valjić |

|  | Torino FC                 | 1 - 0   | FC Copenhague | Stade olympique, Turin                             |                                                    |
|  | Quagliarella 90+4e (pen.) | (0 - 0) |               | Spectateurs : 15 000 Arbitrage : Carlos Clos Gómez | Spectateurs : 15 000 Arbitrage : Carlos Clos Gómez |
|  | Rapport                   |         |               | Spectateurs : 15 000 Arbitrage : Carlos Clos Gómez | Spectateurs : 15 000 Arbitrage : Carlos Clos Gómez |

| 3e journée                     | Torino FC                 | 2 - 0   | HJK Helsinki | Stade olympique, Turin                            |                                                   |
| 23 octobre 2014 21 h 05 (CEST) | Molinaro 35e · Amauri 58e | (1 - 0) |              | Spectateurs : 14 759 Arbitrage : Stephan Klossner | Spectateurs : 14 759 Arbitrage : Stephan Klossner |
| 23 octobre 2014 21 h 05 (CEST) | Rapport                   |         |              | Spectateurs : 14 759 Arbitrage : Stephan Klossner | Spectateurs : 14 759 Arbitrage : Stephan Klossner |

|  | Club Bruges   | 1 - 1   | FC Copenhague | Stade Jan-Breydel, Bruges                       |                                                 |
|  | Vázquez 90+2e | (0 - 0) | 89e Amartey   | Spectateurs : 13 999 Arbitrage : Michael Oliver | Spectateurs : 13 999 Arbitrage : Michael Oliver |
|  | Rapport       |         |               | Spectateurs : 13 999 Arbitrage : Michael Oliver | Spectateurs : 13 999 Arbitrage : Michael Oliver |

| 4e journée                    | HJK Helsinki         | 2 - 1   | Torino FC        | Sonera Stadium, Helsinki                      |                                               |
| 6 novembre 2014 19 h 00 (CET) | Baah 60e · Moren 81e | (0 - 0) | 90e Quagliarella | Spectateurs : 8 400 Arbitrage : Arnold Hunter | Spectateurs : 8 400 Arbitrage : Arnold Hunter |
| 6 novembre 2014 19 h 00 (CET) | Rapport              |         |                  | Spectateurs : 8 400 Arbitrage : Arnold Hunter | Spectateurs : 8 400 Arbitrage : Arnold Hunter |

|  | FC Copenhague | 0 - 4   | Club Bruges                      | Parken Stadium, Copenhague                    |                                               |
|  |               | (0 - 3) | 7e 30e 36e Refaelov · 60e Vormer | Spectateurs : 14 810 Arbitrage : Manuel Gräfe | Spectateurs : 14 810 Arbitrage : Manuel Gräfe |
|  | Rapport       |         |                                  | Spectateurs : 14 810 Arbitrage : Manuel Gräfe | Spectateurs : 14 810 Arbitrage : Manuel Gräfe |

| 5e journée                     | Torino FC | 0 - 0   | Club Bruges | Stade olympique, Turin                       |                                              |
| 27 novembre 2014 21 h 05 (CET) |           | (0 - 0) |             | Spectateurs : 10 000 Arbitrage : Bas Nijhuis | Spectateurs : 10 000 Arbitrage : Bas Nijhuis |
| 27 novembre 2014 21 h 05 (CET) | Rapport   |         |             | Spectateurs : 10 000 Arbitrage : Bas Nijhuis | Spectateurs : 10 000 Arbitrage : Bas Nijhuis |

|  | HJK Helsinki            | 2 - 1   | FC Copenhague | Sonera Stadium, Helsinki                     |                                              |
|  | Baah 29e · Kandji 90+3e | (1 - 0) | 90e Nilsson   | Spectateurs : 6 752 Arbitrage : Tony Chapron | Spectateurs : 6 752 Arbitrage : Tony Chapron |
|  | Rapport                 |         |               | Spectateurs : 6 752 Arbitrage : Tony Chapron | Spectateurs : 6 752 Arbitrage : Tony Chapron |

| 6e journée                     | Club Bruges                     | 2 - 1   | HJK Helsinki | Stade Jan-Breydel, Bruges                       |                                                 |
| 11 décembre 2014 19 h 00 (CET) | Gedoz 28e (pen.) · Refaelov 88e | (1 - 0) | 51e Kandji   | Spectateurs : 15 000 Arbitrage : Sergei Karasev | Spectateurs : 15 000 Arbitrage : Sergei Karasev |
| 11 décembre 2014 19 h 00 (CET) | Rapport                         |         |              | Spectateurs : 15 000 Arbitrage : Sergei Karasev | Spectateurs : 15 000 Arbitrage : Sergei Karasev |

|  | FC Copenhague | 1 - 5   | Torino FC                                                      | Parken Stadium, Copenhague                           |                                                      |
|  | Amartey 5e    | (1 - 2) | 15e 47e Martínez · 42e (pen.) Amauri · 49e Darmian · 53e Silva | Spectateurs : 9 202 Arbitrage : Vladislav Bezborodov | Spectateurs : 9 202 Arbitrage : Vladislav Bezborodov |
|  | Rapport       |         |                                                                | Spectateurs : 9 202 Arbitrage : Vladislav Bezborodov | Spectateurs : 9 202 Arbitrage : Vladislav Bezborodov |

## Groupe C
| Rang | Équipe            | Pts | J | G | N | P | Bp | Bc | Diff |  | Résultats (▼ dom., ► ext.) |     |     |     |     |
| ---- | ----------------- | --- | - | - | - | - | -- | -- | ---- |  | -------------------------- | --- | --- | --- | --- |
| 1    | Beşiktaş          | 12  | 6 | 3 | 3 | 0 | 11 | 5  | +6   |  | Beşiktaş                   |     | 1-0 | 1-1 | 2-1 |
| 2    | Tottenham Hotspur | 11  | 6 | 3 | 2 | 1 | 9  | 4  | +5   |  | Tottenham Hotspur          | 1-1 |     | 5-1 | 1-0 |
| 3    | Asteras Tripolis  | 6   | 6 | 1 | 3 | 2 | 7  | 10 | -3   |  | Asteras Tripolis           | 2-2 | 1-2 |     | 2-0 |
| 4    | Partizan Belgrade | 2   | 6 | 0 | 2 | 4 | 1  | 9  | -8   |  | Partizan Belgrade          | 0-4 | 0-0 | 0-0 |     |

| 1re journée                      | Partizan Belgrade | 0 - 0   | Tottenham Hotspur | Stade du Partizan, Belgrade                 |                                             |
| 18 septembre 2014 19 h 00 (CEST) |                   | (0 - 0) |                   | Spectateurs : 21 000 Arbitrage : Alon Yefet | Spectateurs : 21 000 Arbitrage : Alon Yefet |
| 18 septembre 2014 19 h 00 (CEST) | Rapport           |         |                   | Spectateurs : 21 000 Arbitrage : Alon Yefet | Spectateurs : 21 000 Arbitrage : Alon Yefet |

|  | Beşiktaş | 1 - 1   | Asteras Tripolis | Stade olympique Atatürk, Istanbul                |                                                  |
|  | Töre 33e | (1 - 0) | 88e Parra        | Spectateurs : 7 760 Arbitrage : Miroslav Zelinka | Spectateurs : 7 760 Arbitrage : Miroslav Zelinka |
|  | Rapport  |         |                  | Spectateurs : 7 760 Arbitrage : Miroslav Zelinka | Spectateurs : 7 760 Arbitrage : Miroslav Zelinka |

| 2e journée                    | Asteras Tripolis      | 2 - 0   | Partizan Belgrade | Stade Theodoros Kolokotronis, Tripoli          |                                                |
| 2 octobre 2014 21 h 05 (CEST) | Usero 22e · Parra 52e | (1 - 0) |                   | Spectateurs : 3 500 Arbitrage : Danny Makkelie | Spectateurs : 3 500 Arbitrage : Danny Makkelie |
| 2 octobre 2014 21 h 05 (CEST) | Rapport               |         |                   | Spectateurs : 3 500 Arbitrage : Danny Makkelie | Spectateurs : 3 500 Arbitrage : Danny Makkelie |

|  | Tottenham Hotspur | 1 - 1   | Beşiktaş      | White Hart Lane, Londres                      |                                               |
|  | Kane 27e          | (1 - 0) | 89e (pen.) Ba | Spectateurs : 32 000 Arbitrage : Manuel Gräfe | Spectateurs : 32 000 Arbitrage : Manuel Gräfe |
|  | Rapport           |         |               | Spectateurs : 32 000 Arbitrage : Manuel Gräfe | Spectateurs : 32 000 Arbitrage : Manuel Gräfe |

| 3e journée                     | Tottenham Hotspur                 | 5 - 1   | Asteras Tripolis | White Hart Lane, Londres                       |                                                |
| 23 octobre 2014 21 h 05 (CEST) | Kane 13e 74e 81e · Lamela 30e 66e | (2 - 0) | 89e Barrales     | Spectateurs : 21 000 Arbitrage : Ivan Kružliak | Spectateurs : 21 000 Arbitrage : Ivan Kružliak |
| 23 octobre 2014 21 h 05 (CEST) | Rapport                           |         |                  | Spectateurs : 21 000 Arbitrage : Ivan Kružliak | Spectateurs : 21 000 Arbitrage : Ivan Kružliak |

|  | Partizan Belgrade | 0 - 4   | Beşiktaş                                     | Stade du Partizan, Belgrade                      |                                                  |
|  |                   | (0 - 2) | 18e Kavlak · 45e Ba · 52e Özyakup · 54e Töre | Spectateurs : 17 500 Arbitrage : Paolo Mazzoleni | Spectateurs : 17 500 Arbitrage : Paolo Mazzoleni |
|  | Rapport           |         |                                              | Spectateurs : 17 500 Arbitrage : Paolo Mazzoleni | Spectateurs : 17 500 Arbitrage : Paolo Mazzoleni |

| 4e journée                    | Asteras Tripolis    | 1 - 2   | Tottenham Hotspur              | Stade Theodoros Kolokotronis, Tripoli                    |                                                          |
| 6 novembre 2014 19 h 00 (CET) | Barrales 90e (pen.) | (0 - 2) | 36e (pen.) Townsend · 42e Kane | Spectateurs : 6 500 Arbitrage : Javier Estrada Fernández | Spectateurs : 6 500 Arbitrage : Javier Estrada Fernández |
| 6 novembre 2014 19 h 00 (CET) | Rapport             |         |                                | Spectateurs : 6 500 Arbitrage : Javier Estrada Fernández | Spectateurs : 6 500 Arbitrage : Javier Estrada Fernández |

|  | Beşiktaş          | 2 - 1   | Partizan Belgrade | Stade olympique Atatürk, Istanbul                |                                                  |
|  | Ba 57e (pen.) 62e | (0 - 0) | 78e Marković      | Spectateurs : 12 000 Arbitrage : Alexandru Tudor | Spectateurs : 12 000 Arbitrage : Alexandru Tudor |
|  | Rapport           |         |                   | Spectateurs : 12 000 Arbitrage : Alexandru Tudor | Spectateurs : 12 000 Arbitrage : Alexandru Tudor |

| 5e journée                     | Tottenham Hotspur | 1 - 0   | Partizan Belgrade | White Hart Lane, Londres                           |                                                    |
| 27 novembre 2014 21 h 05 (CET) | Stambouli 49e     | (0 - 0) |                   | Spectateurs : 28 362 Arbitrage : Yevhen Aranovskiy | Spectateurs : 28 362 Arbitrage : Yevhen Aranovskiy |
| 27 novembre 2014 21 h 05 (CET) | Rapport           |         |                   | Spectateurs : 28 362 Arbitrage : Yevhen Aranovskiy | Spectateurs : 28 362 Arbitrage : Yevhen Aranovskiy |

|  | Asteras Tripolis         | 2 - 2   | Beşiktaş                 | Stade Theodoros Kolokotronis, Tripoli            |                                                  |
|  | Barrales 72e · Parra 83e | (0 - 1) | 15e Ba · 61e (pen.) Töre | Spectateurs : 14 000 Arbitrage : Manuel De Sousa | Spectateurs : 14 000 Arbitrage : Manuel De Sousa |
|  | Rapport                  |         |                          | Spectateurs : 14 000 Arbitrage : Manuel De Sousa | Spectateurs : 14 000 Arbitrage : Manuel De Sousa |

| 6e journée                     | Partizan Belgrade | 0 - 0   | Asteras Tripolis | Stade du Partizan, Belgrade               |                                           |
| 11 décembre 2014 19 h 00 (CET) |                   | (0 - 0) |                  | Spectateurs : 6 750 Arbitrage : Paweł Gil | Spectateurs : 6 750 Arbitrage : Paweł Gil |
| 11 décembre 2014 19 h 00 (CET) | Rapport           |         |                  | Spectateurs : 6 750 Arbitrage : Paweł Gil | Spectateurs : 6 750 Arbitrage : Paweł Gil |

|  | Beşiktaş  | 1 - 0   | Tottenham Hotspur | Stade olympique Atatürk, Istanbul                   |                                                     |
|  | Tosun 59e | (0 - 0) |                   | Spectateurs : 19 511 Arbitrage : Stefan Johannesson | Spectateurs : 19 511 Arbitrage : Stefan Johannesson |
|  | Rapport   |         |                   | Spectateurs : 19 511 Arbitrage : Stefan Johannesson | Spectateurs : 19 511 Arbitrage : Stefan Johannesson |

## Groupe D
| Rang | Équipe             | Pts | J | G | N | P | Bp | Bc | Diff |  | Résultats (▼ dom., ► ext.) |     |     |     |     |
| ---- | ------------------ | --- | - | - | - | - | -- | -- | ---- |  | -------------------------- | --- | --- | --- | --- |
| 1    | Red Bull Salzbourg | 16  | 6 | 5 | 1 | 0 | 21 | 8  | +13  |  | Red Bull Salzbourg         |     | 2-2 | 4-2 | 5-1 |
| 2    | Celtic Glasgow     | 8   | 6 | 2 | 2 | 2 | 10 | 11 | -1   |  | Celtic Glasgow             | 1-3 |     | 1-0 | 2-1 |
| 3    | Dinamo Zagreb      | 6   | 6 | 2 | 0 | 4 | 12 | 15 | -3   |  | Dinamo Zagreb              | 1-5 | 4-3 |     | 5-1 |
| 4    | Astra Giurgiu      | 4   | 6 | 1 | 1 | 4 | 6  | 15 | -9   |  | Astra Giurgiu              | 1-2 | 1-1 | 1-0 |     |

| 1re journée                      | Red Bull Salzbourg     | 2 - 2   | Celtic Glasgow         | Red Bull Arena, Wals-Siezenheim                    |                                                    |
| 18 septembre 2014 19 h 00 (CEST) | Alan 36e · Soriano 78e | (1 - 1) | 14e Wakaso · 60e Brown | Spectateurs : 17 886 Arbitrage : Artur Soares Dias | Spectateurs : 17 886 Arbitrage : Artur Soares Dias |
| 18 septembre 2014 19 h 00 (CEST) | Rapport                |         |                        | Spectateurs : 17 886 Arbitrage : Artur Soares Dias | Spectateurs : 17 886 Arbitrage : Artur Soares Dias |

|  | Dinamo Zagreb                                       | 5 - 1   | Astra Giurgiu | Stade Maksimir, Zagreb                            |                                                   |
|  | Soudani 17e 24e 45+1e · Henríquez 70e · Ćorić 90+2e | (3 - 0) | 82e Chițu     | Spectateurs : 15 000 Arbitrage : Leontios Trattou | Spectateurs : 15 000 Arbitrage : Leontios Trattou |
|  | Rapport                                             |         |               | Spectateurs : 15 000 Arbitrage : Leontios Trattou | Spectateurs : 15 000 Arbitrage : Leontios Trattou |

| 2e journée                    | Astra Giurgiu | 1 - 2   | Red Bull Salzbourg      | Stade Marin Anastasovici, Giurgiu             |                                               |
| 2 octobre 2014 21 h 05 (CEST) | Seto 15e      | (1 - 2) | 36e Kampl · 42e Soriano | Spectateurs : 3 000 Arbitrage : Libor Kovařík | Spectateurs : 3 000 Arbitrage : Libor Kovařík |
| 2 octobre 2014 21 h 05 (CEST) | Rapport       |         |                         | Spectateurs : 3 000 Arbitrage : Libor Kovařík | Spectateurs : 3 000 Arbitrage : Libor Kovařík |

|  | Celtic Glasgow | 1 - 0   | Dinamo Zagreb | Celtic Park, Glasgow                                  |                                                       |
|  | Commons 6e     | (1 - 0) |               | Spectateurs : 37 000 Arbitrage : Sébastien Delferiere | Spectateurs : 37 000 Arbitrage : Sébastien Delferiere |
|  | Rapport        |         |               | Spectateurs : 37 000 Arbitrage : Sébastien Delferiere | Spectateurs : 37 000 Arbitrage : Sébastien Delferiere |

| 3e journée                     | Celtic Glasgow              | 2 - 1   | Astra Giurgiu | Celtic Park, Glasgow                                |                                                     |
| 23 octobre 2014 21 h 05 (CEST) | Šćepović 73e · Johansen 79e | (0 - 0) | 81e Enache    | Spectateurs : 32 000 Arbitrage : Kristinn Jakobsson | Spectateurs : 32 000 Arbitrage : Kristinn Jakobsson |
| 23 octobre 2014 21 h 05 (CEST) | Rapport                     |         |               | Spectateurs : 32 000 Arbitrage : Kristinn Jakobsson | Spectateurs : 32 000 Arbitrage : Kristinn Jakobsson |

|  | Red Bull Salzbourg             | 4 - 2   | Dinamo Zagreb             | Red Bull Arena, Wals-Siezenheim                   |                                                   |
|  | Alan 14e 45e 52e · Ramalho 49e | (2 - 0) | 81e Ademi · 89e Henríquez | Spectateurs : 12 872 Arbitrage : Serdar Gözübüyük | Spectateurs : 12 872 Arbitrage : Serdar Gözübüyük |
|  | Rapport                        |         |                           | Spectateurs : 12 872 Arbitrage : Serdar Gözübüyük | Spectateurs : 12 872 Arbitrage : Serdar Gözübüyük |

| 4e journée                    | Astra Giurgiu | 1 - 1   | Celtic Glasgow | Stade Marin Anastasovici, Giurgiu            |                                              |
| 6 novembre 2014 19 h 00 (CET) | William 79e   | (0 - 1) | 32e Johansen   | Spectateurs : 2 500 Arbitrage : Serhiy Boyko | Spectateurs : 2 500 Arbitrage : Serhiy Boyko |
| 6 novembre 2014 19 h 00 (CET) | Rapport       |         |                | Spectateurs : 2 500 Arbitrage : Serhiy Boyko | Spectateurs : 2 500 Arbitrage : Serhiy Boyko |

|  | Dinamo Zagreb | 1 - 5   | Red Bull Salzbourg                          | Stade Maksimir, Zagreb                               |                                                      |
|  | Henríquez 60e | (0 - 1) | 40e 64e 85e Soriano · 59e Kampl · 72e Bruno | Spectateurs : 10 000 Arbitrage : Michael Koukoulakis | Spectateurs : 10 000 Arbitrage : Michael Koukoulakis |
|  | Rapport       |         |                                             | Spectateurs : 10 000 Arbitrage : Michael Koukoulakis | Spectateurs : 10 000 Arbitrage : Michael Koukoulakis |

| 5e journée                     | Celtic Glasgow | 1 - 3   | Red Bull Salzbourg        | Celtic Park, Glasgow                           |                                                |
| 27 novembre 2014 21 h 05 (CET) | Johansen 30e   | (1 - 2) | 8e 13e Alan · 90+2e Keita | Spectateurs : 32 414 Arbitrage : Halis Özkahya | Spectateurs : 32 414 Arbitrage : Halis Özkahya |
| 27 novembre 2014 21 h 05 (CET) | Rapport        |         |                           | Spectateurs : 32 414 Arbitrage : Halis Özkahya | Spectateurs : 32 414 Arbitrage : Halis Özkahya |

|  | Astra Giurgiu | 1 - 0   | Dinamo Zagreb | Stade Marin Anastasovici, Giurgiu                |                                                  |
|  | Bukari 50e    | (0 - 0) |               | Spectateurs : 1 000 Arbitrage : Sergei Lapochkin | Spectateurs : 1 000 Arbitrage : Sergei Lapochkin |
|  | Rapport       |         |               | Spectateurs : 1 000 Arbitrage : Sergei Lapochkin | Spectateurs : 1 000 Arbitrage : Sergei Lapochkin |

| 6e journée                     | Red Bull Salzbourg                           | 5 - 1   | Astra Giurgiu | Red Bull Arena, Wals-Siezenheim                  |                                                  |
| 11 décembre 2014 19 h 00 (CET) | Sabitzer 9e · Kampl 34e 90+2e · Alan 46e 70e | (2 - 0) | 51e Florescu  | Spectateurs : 8 258 Arbitrage : Paweł Raczkowski | Spectateurs : 8 258 Arbitrage : Paweł Raczkowski |
| 11 décembre 2014 19 h 00 (CET) | Rapport                                      |         |               | Spectateurs : 8 258 Arbitrage : Paweł Raczkowski | Spectateurs : 8 258 Arbitrage : Paweł Raczkowski |

|  | Dinamo Zagreb                    | 4 - 3   | Celtic Glasgow                                 | Stade Maksimir, Zagreb                            |                                                   |
|  | Pjaca 14e 40e 50e · Brozović 48e | (2 - 2) | 23e Commons · 30e Šćepović · 82e (csc) Pivarić | Spectateurs : 4 054 Arbitrage : Gediminas Mažeika | Spectateurs : 4 054 Arbitrage : Gediminas Mažeika |
|  | Rapport                          |         |                                                | Spectateurs : 4 054 Arbitrage : Gediminas Mažeika | Spectateurs : 4 054 Arbitrage : Gediminas Mažeika |

## Groupe E
| Rang | Équipe        | Pts | J | G | N | P | Bp | Bc | Diff |  | Résultats (▼ dom., ► ext.) |     |     |     |     |
| ---- | ------------- | --- | - | - | - | - | -- | -- | ---- |  | -------------------------- | --- | --- | --- | --- |
| 1    | Dynamo Moscou | 18  | 6 | 6 | 0 | 0 | 9  | 3  | +6   |  | Dynamo Moscou              |     | 1-0 | 1-0 | 2-1 |
| 2    | PSV Eindhoven | 8   | 6 | 2 | 2 | 2 | 8  | 8  | 0    |  | PSV Eindhoven              | 0-1 |     | 1-0 | 1-1 |
| 3    | Estoril Praia | 5   | 6 | 1 | 2 | 3 | 7  | 8  | -1   |  | Estoril Praia              | 1-2 | 3-3 |     | 2-0 |
| 4    | Panathinaïkos | 2   | 6 | 0 | 2 | 4 | 6  | 11 | -5   |  | Panathinaïkos              | 1-2 | 2-3 | 1-1 |     |

| 1re journée                      | PSV Eindhoven      | 1 - 0   | Estoril Praia | Philips Stadion, Eindhoven                    |                                               |
| 18 septembre 2014 19 h 00 (CEST) | de Jong 26e (pen.) | (1 - 0) |               | Spectateurs : 18 000 Arbitrage : Bobby Madden | Spectateurs : 18 000 Arbitrage : Bobby Madden |
| 18 septembre 2014 19 h 00 (CEST) | Rapport            |         |               | Spectateurs : 18 000 Arbitrage : Bobby Madden | Spectateurs : 18 000 Arbitrage : Bobby Madden |

|  | Panathinaïkos | 1 - 2   | Dynamo Moscou           | Stade Apóstolos-Nikolaïdis, Athènes             |                                                 |
|  | Dinas 63e     | (0 - 1) | 40e Kokorin · 49e Ionov | Spectateurs : 14 000 Arbitrage : Daniele Orsato | Spectateurs : 14 000 Arbitrage : Daniele Orsato |
|  | Rapport       |         |                         | Spectateurs : 14 000 Arbitrage : Daniele Orsato | Spectateurs : 14 000 Arbitrage : Daniele Orsato |

| 2e journée                    | Dynamo Moscou | 1 - 0   | PSV Eindhoven | Arena Khimki, Khimki                          |                                               |
| 2 octobre 2014 17 h 00 (CEST) | Jirkov 90+3e  | (0 - 0) |               | Spectateurs : 7 872 Arbitrage : Marcin Borski | Spectateurs : 7 872 Arbitrage : Marcin Borski |
| 2 octobre 2014 17 h 00 (CEST) | Rapport       |         |               | Spectateurs : 7 872 Arbitrage : Marcin Borski | Spectateurs : 7 872 Arbitrage : Marcin Borski |

|                | Estoril Praia          | 2 - 0   | Panathinaïkos | Estádio António Coimbra da Mota, Estoril       |                                                |
| 21 h 05 (CEST) | Kléber 52e · Amado 66e | (0 - 0) |               | Spectateurs : 4 000 Arbitrage : Serge Gumienny | Spectateurs : 4 000 Arbitrage : Serge Gumienny |
| 21 h 05 (CEST) | Rapport                |         |               | Spectateurs : 4 000 Arbitrage : Serge Gumienny | Spectateurs : 4 000 Arbitrage : Serge Gumienny |

| 3e journée                     | Estoril Praia | 1 - 2   | Dynamo Moscou             | Estádio António Coimbra da Mota, Estoril   |                                            |
| 23 octobre 2014 21 h 05 (CEST) | Tavares 90+5e | (0 - 0) | 52e Kokorin · 80e Zhirkov | Spectateurs : 2 164 Arbitrage : Alon Yefet | Spectateurs : 2 164 Arbitrage : Alon Yefet |
| 23 octobre 2014 21 h 05 (CEST) | Rapport       |         |                           | Spectateurs : 2 164 Arbitrage : Alon Yefet | Spectateurs : 2 164 Arbitrage : Alon Yefet |

|  | PSV Eindhoven | 1 - 1   | Panathinaïkos | Philips Stadion, Eindhoven                        |                                                   |
|  | Depay 44e     | (1 - 0) | 87e Karelis   | Spectateurs : 22 000 Arbitrage : Miroslav Zelinka | Spectateurs : 22 000 Arbitrage : Miroslav Zelinka |
|  | Rapport       |         |               | Spectateurs : 22 000 Arbitrage : Miroslav Zelinka | Spectateurs : 22 000 Arbitrage : Miroslav Zelinka |

| 4e journée                    | Dynamo Moscou | 1 - 0   | Estoril Praia | Arena Khimki, Khimki                               |                                                    |
| 6 novembre 2014 18 h 00 (CET) | Kuranyi 77e   | (0 - 0) |               | Spectateurs : 5 374 Arbitrage : Mattias Gestranius | Spectateurs : 5 374 Arbitrage : Mattias Gestranius |
| 6 novembre 2014 18 h 00 (CET) | Rapport       |         |               | Spectateurs : 5 374 Arbitrage : Mattias Gestranius | Spectateurs : 5 374 Arbitrage : Mattias Gestranius |

|               | Panathinaïkos           | 2 - 3   | PSV Eindhoven                           | Stade Apóstolos-Nikolaïdis, Athènes               |                                                   |
| 19 h 00 (CET) | Ajagun 11e · Petrić 43e | (2 - 1) | 27e Depay · 65e de Jong · 78e Wijnaldum | Spectateurs : 19 500 Arbitrage : Marijo Strahonja | Spectateurs : 19 500 Arbitrage : Marijo Strahonja |
| 19 h 00 (CET) | Rapport                 |         |                                         | Spectateurs : 19 500 Arbitrage : Marijo Strahonja | Spectateurs : 19 500 Arbitrage : Marijo Strahonja |

| 5e journée                     | Dynamo Moscou                            | 2 - 1   | Panathinaïkos | Arena Khimki, Khimki                              |                                                   |
| 27 novembre 2014 17 h 00 (CET) | Triantafyllopoulos 55e (csc) · Ionov 61e | (0 - 1) | 14e Berg      | Spectateurs : 4 207 Arbitrage : Eitan Shmuelevitz | Spectateurs : 4 207 Arbitrage : Eitan Shmuelevitz |
| 27 novembre 2014 17 h 00 (CET) | Rapport                                  |         |               | Spectateurs : 4 207 Arbitrage : Eitan Shmuelevitz | Spectateurs : 4 207 Arbitrage : Eitan Shmuelevitz |

|               | Estoril Praia                   | 3 - 3   | PSV Eindhoven                           | Estádio António Coimbra da Mota, Estoril             |                                                      |
| 21 h 05 (CET) | Tozé 12e · Kuca 30e · Amado 39e | (3 - 2) | 6e Depay · 14e Narsingh · 82e Wijnaldum | Spectateurs : 3 700 Arbitrage : Martin Strömbergsson | Spectateurs : 3 700 Arbitrage : Martin Strömbergsson |
| 21 h 05 (CET) | Rapport                         |         |                                         | Spectateurs : 3 700 Arbitrage : Martin Strömbergsson | Spectateurs : 3 700 Arbitrage : Martin Strömbergsson |

Match abandonné à la mi-temps à la suite d'une forte pluie, et rejoué le 28 novembre 2014 à 17h à partir du point d'abandon.
| 6e journée                     | PSV Eindhoven | 0 - 1   | Dynamo Moscou | Philips Stadion, Eindhoven                  |                                             |
| 11 décembre 2014 19 h 00 (CET) |               | (0 - 0) | 90e Ionov     | Spectateurs : 25 000 Arbitrage : István Vad | Spectateurs : 25 000 Arbitrage : István Vad |
| 11 décembre 2014 19 h 00 (CET) | Rapport       |         |               | Spectateurs : 25 000 Arbitrage : István Vad | Spectateurs : 25 000 Arbitrage : István Vad |

|  | Panathinaïkos | 1 - 1   | Estoril Praia | Stade Apóstolos-Nikolaïdis, Athènes            |                                                |
|  | Karelis 55e   | (0 - 0) | 87e Kléber    | Spectateurs : 8 200 Arbitrage : Harald Lechner | Spectateurs : 8 200 Arbitrage : Harald Lechner |
|  | Rapport       |         |               | Spectateurs : 8 200 Arbitrage : Harald Lechner | Spectateurs : 8 200 Arbitrage : Harald Lechner |

## Groupe F
| Rang | Équipe           | Pts | J | G | N | P | Bp | Bc | Diff |  | Résultats (▼ dom., ► ext.) |     |     |     |     |
| ---- | ---------------- | --- | - | - | - | - | -- | -- | ---- |  | -------------------------- | --- | --- | --- | --- |
| 1    | Inter Milan      | 12  | 6 | 3 | 3 | 0 | 6  | 2  | +4   |  | Inter Milan                |     | 2-1 | 2-0 | 0-0 |
| 2    | FK Dnipro        | 7   | 6 | 2 | 1 | 3 | 4  | 5  | -1   |  | FK Dnipro                  | 0-1 |     | 0-1 | 1-0 |
| 3    | Qarabağ Ağdam    | 6   | 6 | 1 | 3 | 2 | 3  | 5  | -2   |  | Qarabağ Ağdam              | 0-0 | 1-2 |     | 0-0 |
| 4    | AS Saint-Étienne | 5   | 6 | 0 | 5 | 1 | 2  | 3  | -1   |  | AS Saint-Étienne           | 1-1 | 0-0 | 1-1 |     |

| 1re journée                      | Qarabağ Ağdam | 0 - 0   | AS Saint-Étienne | Stade Tofiq-Béhramov, Bakou                    |                                                |
| 18 septembre 2014 18 h 00 (CEST) |               | (0 - 0) |                  | Spectateurs : 28 786 Arbitrage : Steven McLean | Spectateurs : 28 786 Arbitrage : Steven McLean |
| 18 septembre 2014 18 h 00 (CEST) | Rapport       |         |                  | Spectateurs : 28 786 Arbitrage : Steven McLean | Spectateurs : 28 786 Arbitrage : Steven McLean |

|                | FK Dnipro | 0 - 1   | Inter Milan    | Stade olympique de Kiev, Kiev                 |                                               |
| 19 h 00 (CEST) |           | (0 - 0) | 71e D'Ambrosio | Spectateurs : 14 000 Arbitrage : Felix Zwayer | Spectateurs : 14 000 Arbitrage : Felix Zwayer |
| 19 h 00 (CEST) | Rapport   |         |                | Spectateurs : 14 000 Arbitrage : Felix Zwayer | Spectateurs : 14 000 Arbitrage : Felix Zwayer |

| 2e journée                    | AS Saint-Étienne | 0 - 0   | FK Dnipro | Stade Geoffroy-Guichard, Saint-Étienne           |                                                  |
| 2 octobre 2014 21 h 05 (CEST) |                  | (0 - 0) |           | Spectateurs : 28 207 Arbitrage : Alexandru Tudor | Spectateurs : 28 207 Arbitrage : Alexandru Tudor |
| 2 octobre 2014 21 h 05 (CEST) | Rapport          |         |           | Spectateurs : 28 207 Arbitrage : Alexandru Tudor | Spectateurs : 28 207 Arbitrage : Alexandru Tudor |

|  | Inter Milan                 | 2 - 0   | Qarabağ Ağdam | Stade Giuseppe-Meazza, Milan                      |                                                   |
|  | D'Ambrosio 18e · Icardi 85e | (1 - 0) |               | Spectateurs : 28 435 Arbitrage : Aleksei Kulbakov | Spectateurs : 28 435 Arbitrage : Aleksei Kulbakov |
|  | Rapport                     |         |               | Spectateurs : 28 435 Arbitrage : Aleksei Kulbakov | Spectateurs : 28 435 Arbitrage : Aleksei Kulbakov |

| 3e journée                     | Inter Milan | 0 - 0   | AS Saint-Étienne | Stade Giuseppe-Meazza, Milan                    |                                                 |
| 23 octobre 2014 21 h 05 (CEST) |             | (0 - 0) |                  | Spectateurs : 28 000 Arbitrage : Anthony Taylor | Spectateurs : 28 000 Arbitrage : Anthony Taylor |
| 23 octobre 2014 21 h 05 (CEST) | Rapport     |         |                  | Spectateurs : 28 000 Arbitrage : Anthony Taylor | Spectateurs : 28 000 Arbitrage : Anthony Taylor |

|  | FK Dnipro | 0 - 1   | Qarabağ Ağdam | Stade olympique de Kiev, Kiev                 |                                               |
|  |           | (0 - 1) | 21e Muarem    | Spectateurs : 3 120 Arbitrage : Libor Kovařik | Spectateurs : 3 120 Arbitrage : Libor Kovařik |
|  | Rapport   |         |               | Spectateurs : 3 120 Arbitrage : Libor Kovařik | Spectateurs : 3 120 Arbitrage : Libor Kovařik |

| 4e journée                    | Qarabağ Ağdam | 1 - 2   | FK Dnipro              | Stade Tofiq-Béhramov, Bakou                |                                            |
| 6 novembre 2014 18 h 00 (CET) | George 36e    | (1 - 1) | 15e 73e Nikola Kalinić | Spectateurs : 31 000 Arbitrage : Paweł Gil | Spectateurs : 31 000 Arbitrage : Paweł Gil |
| 6 novembre 2014 18 h 00 (CET) | Rapport       |         |                        | Spectateurs : 31 000 Arbitrage : Paweł Gil | Spectateurs : 31 000 Arbitrage : Paweł Gil |

|               | AS Saint-Étienne | 1 - 1   | Inter Milan | Stade Geoffroy-Guichard, Saint-Étienne         |                                                |
| 19 h 00 (CET) | Bayal Sall 50e   | (0 - 1) | 33e Dodô    | Spectateurs : 36 411 Arbitrage : Slavko Vinčić | Spectateurs : 36 411 Arbitrage : Slavko Vinčić |
| 19 h 00 (CET) | Rapport          |         |             | Spectateurs : 36 411 Arbitrage : Slavko Vinčić | Spectateurs : 36 411 Arbitrage : Slavko Vinčić |

| 5e journée                     | Inter Milan                  | 2 - 1   | FK Dnipro | Stade Giuseppe-Meazza, Milan                  |                                               |
| 27 novembre 2014 21 h 05 (CET) | Kuzmanović 30e · Osvaldo 50e | (1 - 1) | 16e Rotan | Spectateurs : 25 000 Arbitrage : Bobby Madden | Spectateurs : 25 000 Arbitrage : Bobby Madden |
| 27 novembre 2014 21 h 05 (CET) | Rapport                      |         |           | Spectateurs : 25 000 Arbitrage : Bobby Madden | Spectateurs : 25 000 Arbitrage : Bobby Madden |

|  | AS Saint-Étienne    | 1 - 1   | Qarabağ Ağdam | Stade Geoffroy-Guichard, Saint-Étienne              |                                                     |
|  | van Wolfswinkel 21e | (1 - 1) | 15e Nadirov   | Spectateurs : 29 769 Arbitrage : Kristinn Jakobsson | Spectateurs : 29 769 Arbitrage : Kristinn Jakobsson |
|  | Rapport             |         |               | Spectateurs : 29 769 Arbitrage : Kristinn Jakobsson | Spectateurs : 29 769 Arbitrage : Kristinn Jakobsson |

| 6e journée                     | FK Dnipro     | 1 - 0   | AS Saint-Étienne | Stade olympique de Kiev, Kiev                    |                                                  |
| 11 décembre 2014 18 h 00 (CET) | Fedetskyi 66e | (0 - 0) |                  | Spectateurs : 2 579 Arbitrage : Marijo Strahonja | Spectateurs : 2 579 Arbitrage : Marijo Strahonja |
| 11 décembre 2014 18 h 00 (CET) | Rapport       |         |                  | Spectateurs : 2 579 Arbitrage : Marijo Strahonja | Spectateurs : 2 579 Arbitrage : Marijo Strahonja |

|  | Qarabağ Ağdam | 0 - 0   | Inter Milan | Stade Tofiq-Béhramov, Bakou                       |                                                   |
|  |               | (0 - 0) |             | Spectateurs : 31 200 Arbitrage : Miroslav Zelinka | Spectateurs : 31 200 Arbitrage : Miroslav Zelinka |
|  | Rapport       |         |             | Spectateurs : 31 200 Arbitrage : Miroslav Zelinka | Spectateurs : 31 200 Arbitrage : Miroslav Zelinka |

## Groupe G
| Rang | Équipe              | Pts | J | G | N | P | Bp | Bc | Diff |  | Résultats (▼ dom., ► ext.) |     |     |     |     |
| ---- | ------------------- | --- | - | - | - | - | -- | -- | ---- |  | -------------------------- | --- | --- | --- | --- |
| 1    | Feyenoord Rotterdam | 12  | 6 | 4 | 0 | 2 | 10 | 6  | +4   |  | Feyenoord Rotterdam        |     | 2-0 | 2-0 | 2-1 |
| 2    | Séville FC          | 11  | 6 | 3 | 2 | 1 | 8  | 5  | +3   |  | Séville FC                 | 2-0 |     | 1-0 | 3-1 |
| 3    | HNK Rijeka          | 7   | 6 | 2 | 1 | 3 | 7  | 8  | -1   |  | HNK Rijeka                 | 3-1 | 2-2 |     | 2-0 |
| 4    | Standard de Liège   | 4   | 6 | 1 | 1 | 4 | 4  | 10 | -6   |  | Standard de Liège          | 0-3 | 0-0 | 2-0 |     |

| 1re journée                      | Standard de Liège      | 2 - 0   | HNK Rijeka | Stade Maurice-Dufrasne, Liège                  |                                                |
| 18 septembre 2014 21 h 05 (CEST) | Ciman 74e · Araújo 87e | (0 - 0) |            | Spectateurs : 8 894 Arbitrage : Cristian Balaj | Spectateurs : 8 894 Arbitrage : Cristian Balaj |
| 18 septembre 2014 21 h 05 (CEST) | Rapport                |         |            | Spectateurs : 8 894 Arbitrage : Cristian Balaj | Spectateurs : 8 894 Arbitrage : Cristian Balaj |

|  | Séville FC                | 2 - 0   | Feyenoord Rotterdam | Stade Ramón-Sánchez-Pizjuán, Séville          |                                               |
|  | Krychowiak 47e · Mbia 31e | (2 - 0) |                     | Spectateurs : 35 000 Arbitrage : Ruddy Buquet | Spectateurs : 35 000 Arbitrage : Ruddy Buquet |
|  | Rapport                   |         |                     | Spectateurs : 35 000 Arbitrage : Ruddy Buquet | Spectateurs : 35 000 Arbitrage : Ruddy Buquet |

| 2e journée                    | Feyenoord Rotterdam     | 2 - 1   | Standard de Liège | De Kuip, Rotterdam                           |                                              |
| 2 octobre 2014 19 h 00 (CEST) | van Beek 47e · Manu 84e | (0 - 0) | 65e Viera         | Spectateurs : 42 000 Arbitrage : Jorge Sousa | Spectateurs : 42 000 Arbitrage : Jorge Sousa |
| 2 octobre 2014 19 h 00 (CEST) | Rapport                 |         |                   | Spectateurs : 42 000 Arbitrage : Jorge Sousa | Spectateurs : 42 000 Arbitrage : Jorge Sousa |

|  | HNK Rijeka                       | 2 - 2   | Séville FC             | Stade Kantrida, Rijeka                       |                                              |
|  | Kramarić 53e (pen.) · Kvržić 68e | (0 - 1) | 26e Aspas · 90+1e Mbia | Spectateurs : 10 000 Arbitrage : Kenn Hansen | Spectateurs : 10 000 Arbitrage : Kenn Hansen |
|  | Rapport                          |         |                        | Spectateurs : 10 000 Arbitrage : Kenn Hansen | Spectateurs : 10 000 Arbitrage : Kenn Hansen |

| 3e journée                     | HNK Rijeka                  | 3 - 1   | Feyenoord Rotterdam | Stade Kantrida, Rijeka                           |                                                  |
| 23 octobre 2014 19 h 00 (CEST) | Kramarić 63e 71e 76e (pen.) | (0 - 0) | 66e Toornstra       | Spectateurs : 9 326 Arbitrage : Tom Harald Hagen | Spectateurs : 9 326 Arbitrage : Tom Harald Hagen |
| 23 octobre 2014 19 h 00 (CEST) | Rapport                     |         |                     | Spectateurs : 9 326 Arbitrage : Tom Harald Hagen | Spectateurs : 9 326 Arbitrage : Tom Harald Hagen |

|  | Standard de Liège | 0 - 0   | Séville FC | Stade Maurice-Dufrasne, Liège                  |                                                |
|  |                   | (0 - 0) |            | Spectateurs : 10 365 Arbitrage : Hüseyin Göçek | Spectateurs : 10 365 Arbitrage : Hüseyin Göçek |
|  | Rapport           |         |            | Spectateurs : 10 365 Arbitrage : Hüseyin Göçek | Spectateurs : 10 365 Arbitrage : Hüseyin Göçek |

| 4e journée                    | Feyenoord Rotterdam       | 2 - 0   | HNK Rijeka | De Kuip, Rotterdam                             |                                                |
| 6 novembre 2014 21 h 05 (CET) | El Ahmadi 8e · Immers 20e | (2 - 0) |            | Spectateurs : 30 000 Arbitrage : Craig Thomson | Spectateurs : 30 000 Arbitrage : Craig Thomson |
| 6 novembre 2014 21 h 05 (CET) | Rapport                   |         |            | Spectateurs : 30 000 Arbitrage : Craig Thomson | Spectateurs : 30 000 Arbitrage : Craig Thomson |

|  | Séville FC                          | 3 - 1   | Standard de Liège | Stade Ramón-Sánchez-Pizjuán, Séville          |                                               |
|  | Gameiro 19e · Reyes 41e · Bacca 90e | (2 - 1) | 32e M'Poku        | Spectateurs : 26 850 Arbitrage : Bobby Madden | Spectateurs : 26 850 Arbitrage : Bobby Madden |
|  | Rapport                             |         |                   | Spectateurs : 26 850 Arbitrage : Bobby Madden | Spectateurs : 26 850 Arbitrage : Bobby Madden |

| 5e journée                     | HNK Rijeka                       | 2 - 0   | Standard de Liège | Stade Kantrida, Rijeka                         |                                                |
| 27 novembre 2014 19 h 00 (CET) | Moisés 26e · Kramarić 34e (pen.) | (2 - 0) |                   | Spectateurs : 9 000 Arbitrage : Stephan Studer | Spectateurs : 9 000 Arbitrage : Stephan Studer |
| 27 novembre 2014 19 h 00 (CET) | Rapport                          |         |                   | Spectateurs : 9 000 Arbitrage : Stephan Studer | Spectateurs : 9 000 Arbitrage : Stephan Studer |

|  | Feyenoord Rotterdam           | 2 - 0   | Séville FC | De Kuip, Rotterdam                             |                                                |
|  | Toornstra 56e · El Ahmadi 83e | (0 - 0) |            | Spectateurs : 51 117 Arbitrage : Slavko Vinčić | Spectateurs : 51 117 Arbitrage : Slavko Vinčić |
|  | Rapport                       |         |            | Spectateurs : 51 117 Arbitrage : Slavko Vinčić | Spectateurs : 51 117 Arbitrage : Slavko Vinčić |

| 6e journée                     | Standard de Liège | 0 - 3   | Feyenoord Rotterdam                    | Stade Maurice-Dufrasne, Liège               |                                             |
| 11 décembre 2014 21 h 05 (CET) |                   | (0 - 1) | 16e Toornstra · 60e Boëtius · 88e Manu | Spectateurs : 11 913 Arbitrage : Alon Yefet | Spectateurs : 11 913 Arbitrage : Alon Yefet |
| 11 décembre 2014 21 h 05 (CET) | Rapport           |         |                                        | Spectateurs : 11 913 Arbitrage : Alon Yefet | Spectateurs : 11 913 Arbitrage : Alon Yefet |

|  | Séville FC | 1 - 0   | HNK Rijeka | Stade Ramón-Sánchez-Pizjuán, Séville          |                                               |
|  | Suárez 20e | (1 - 0) |            | Spectateurs : 24 967 Arbitrage : Manuel Gräfe | Spectateurs : 24 967 Arbitrage : Manuel Gräfe |
|  | Rapport    |         |            | Spectateurs : 24 967 Arbitrage : Manuel Gräfe | Spectateurs : 24 967 Arbitrage : Manuel Gräfe |

## Groupe H
| Rang | Équipe         | Pts | J | G | N | P | Bp | Bc | Diff |  | Résultats (▼ dom., ► ext.) |     |     |     |     |
| ---- | -------------- | --- | - | - | - | - | -- | -- | ---- |  | -------------------------- | --- | --- | --- | --- |
| 1    | Everton        | 11  | 6 | 3 | 2 | 1 | 10 | 3  | +7   |  | Everton                    |     | 4-1 | 0-1 | 3-0 |
| 2    | VfL Wolfsbourg | 10  | 6 | 3 | 1 | 2 | 14 | 10 | +4   |  | VfL Wolfsbourg             | 0-2 |     | 5-1 | 1-1 |
| 3    | FK Krasnodar   | 6   | 6 | 1 | 3 | 2 | 7  | 12 | -5   |  | FK Krasnodar               | 1-1 | 2-4 |     | 1-1 |
| 4    | Lille OSC      | 4   | 6 | 0 | 4 | 2 | 3  | 9  | -6   |  | Lille OSC                  | 0-0 | 0-3 | 1-1 |     |

| 1re journée                      | Lille OSC | 1 - 1   | FK Krasnodar | Stade Pierre-Mauroy, Villeneuve-d'Ascq       |                                              |
| 18 septembre 2014 21 h 05 (CEST) | Kjær 63e  | (0 - 1) | 35e Laborde  | Spectateurs : 27 000 Arbitrage : Liran Liany | Spectateurs : 27 000 Arbitrage : Liran Liany |
| 18 septembre 2014 21 h 05 (CEST) | Rapport   |         |              | Spectateurs : 27 000 Arbitrage : Liran Liany | Spectateurs : 27 000 Arbitrage : Liran Liany |

|  | Everton                                                                | 4 - 1   | VfL Wolfsbourg  | Goodison Park, Liverpool                    |                                             |
|  | Rodríguez 15e (csc) · Coleman 45+1e · Baines 47e (pen.) · Mirallas 89e | (2 - 0) | 90+4e Rodríguez | Spectateurs : 29 593 Arbitrage : Luca Banti | Spectateurs : 29 593 Arbitrage : Luca Banti |
|  | Rapport                                                                |         |                 | Spectateurs : 29 593 Arbitrage : Luca Banti | Spectateurs : 29 593 Arbitrage : Luca Banti |

| 2e journée                    | FK Krasnodar | 1 - 1   | Everton   | Stade Kuban, Krasnodar                         |                                                |
| 2 octobre 2014 18 h 00 (CEST) | Ari 43e      | (1 - 0) | 82e Eto'o | Spectateurs : 31 050 Arbitrage : Hüseyin Göçek | Spectateurs : 31 050 Arbitrage : Hüseyin Göçek |
| 2 octobre 2014 18 h 00 (CEST) | Rapport      |         |           | Spectateurs : 31 050 Arbitrage : Hüseyin Göçek | Spectateurs : 31 050 Arbitrage : Hüseyin Göçek |

|                | VfL Wolfsbourg | 1 - 1   | Lille OSC        | Volkswagen-Arena, Wolfsbourg                    |                                                 |
| 19 h 00 (CEST) | De Bruyne 82e  | (0 - 0) | 77e (pen.) Origi | Spectateurs : 16 097 Arbitrage : Ovidiu Hațegan | Spectateurs : 16 097 Arbitrage : Ovidiu Hațegan |
| 19 h 00 (CEST) | Rapport        |         |                  | Spectateurs : 16 097 Arbitrage : Ovidiu Hațegan | Spectateurs : 16 097 Arbitrage : Ovidiu Hațegan |

| 3e journée                     | FK Krasnodar                         | 2 - 4   | VfL Wolfsbourg                                             | Stade Kuban, Krasnodar                             |                                                    |
| 23 octobre 2014 18 h 00 (CEST) | Granqvist 51e (pen.) · Wanderson 86e | (0 - 1) | 37e (csc) Granqvist · 46e 80e De Bruyne · 64e Luiz Gustavo | Spectateurs : 26 000 Arbitrage : Artur Soares Dias | Spectateurs : 26 000 Arbitrage : Artur Soares Dias |
| 23 octobre 2014 18 h 00 (CEST) | Rapport                              |         |                                                            | Spectateurs : 26 000 Arbitrage : Artur Soares Dias | Spectateurs : 26 000 Arbitrage : Artur Soares Dias |

|                | Lille OSC | 0 - 0   | Everton | Stade Pierre-Mauroy, Villeneuve-d'Ascq           |                                                  |
| 19 h 00 (CEST) |           | (0 - 0) |         | Spectateurs : 41 057 Arbitrage : Manuel De Sousa | Spectateurs : 41 057 Arbitrage : Manuel De Sousa |
| 19 h 00 (CEST) | Rapport   |         |         | Spectateurs : 41 057 Arbitrage : Manuel De Sousa | Spectateurs : 41 057 Arbitrage : Manuel De Sousa |

| 4e journée                    | VfL Wolfsbourg                                            | 5 - 1   | FK Krasnodar  | Volkswagen-Arena, Wolfsbourg                    |                                                 |
| 6 novembre 2014 21 h 05 (CET) | Hunt 47e 57e · Guilavogui 73e · Bendtner 89e (pen.) 90+1e | (0 - 0) | 72e Wanderson | Spectateurs : 16 674 Arbitrage : Pol van Boekel | Spectateurs : 16 674 Arbitrage : Pol van Boekel |
| 6 novembre 2014 21 h 05 (CET) | Rapport                                                   |         |               | Spectateurs : 16 674 Arbitrage : Pol van Boekel | Spectateurs : 16 674 Arbitrage : Pol van Boekel |

|  | Everton                                 | 3 - 0   | Lille OSC | Goodison Park, Liverpool                     |                                              |
|  | Osman 27e · Jagielka 42e · Naismith 61e | (2 - 0) |           | Spectateurs : 28 844 Arbitrage : Bas Nijhuis | Spectateurs : 28 844 Arbitrage : Bas Nijhuis |
|  | Rapport                                 |         |           | Spectateurs : 28 844 Arbitrage : Bas Nijhuis | Spectateurs : 28 844 Arbitrage : Bas Nijhuis |

| 5e journée                     | FK Krasnodar | 1 - 1   | Lille OSC | Stade Kuban, Krasnodar                         |                                                |
| 27 novembre 2014 18 h 00 (CET) | Ari 35e      | (1 - 0) | 79e Roux  | Spectateurs : 15 000 Arbitrage : Ivan Kružliak | Spectateurs : 15 000 Arbitrage : Ivan Kružliak |
| 27 novembre 2014 18 h 00 (CET) | Rapport      |         |           | Spectateurs : 15 000 Arbitrage : Ivan Kružliak | Spectateurs : 15 000 Arbitrage : Ivan Kružliak |

|                | VfL Wolfsbourg | 0 - 2   | Everton                   | Volkswagen-Arena, Wolfsbourg                       |                                                    |
| 19 h 00 (CEST) |                | (0 - 1) | 43e Lukaku · 75e Mirallas | Spectateurs : 23 375 Arbitrage : Fernando Teixeira | Spectateurs : 23 375 Arbitrage : Fernando Teixeira |
| 19 h 00 (CEST) | Rapport        |         |                           | Spectateurs : 23 375 Arbitrage : Fernando Teixeira | Spectateurs : 23 375 Arbitrage : Fernando Teixeira |

| 6e journée                     | Lille OSC | 0 - 3   | VfL Wolfsbourg                             | Stade Pierre-Mauroy, Villeneuve-d'Ascq         |                                                |
| 11 décembre 2014 21 h 05 (CET) |           | (0 - 1) | 45+1e Vieirinha · 65e 89e (pen.) Rodriguez | Spectateurs : 33 559 Arbitrage : Halis Özkahya | Spectateurs : 33 559 Arbitrage : Halis Özkahya |
| 11 décembre 2014 21 h 05 (CET) | Rapport   |         |                                            | Spectateurs : 33 559 Arbitrage : Halis Özkahya | Spectateurs : 33 559 Arbitrage : Halis Özkahya |

|  | Everton | 0 - 1   | FK Krasnodar | Goodison Park, Liverpool                       |                                                |
|  |         | (0 - 1) | 30e Laborde  | Spectateurs : 20 260 Arbitrage : István Kovács | Spectateurs : 20 260 Arbitrage : István Kovács |
|  | Rapport |         |              | Spectateurs : 20 260 Arbitrage : István Kovács | Spectateurs : 20 260 Arbitrage : István Kovács |

## Groupe I
| Rang | Équipe            | Pts | J | G | N | P | Bp | Bc | Diff |  | Résultats (▼ dom., ► ext.) |     |     |     |     |
| ---- | ----------------- | --- | - | - | - | - | -- | -- | ---- |  | -------------------------- | --- | --- | --- | --- |
| 1    | SSC Naples        | 13  | 6 | 4 | 1 | 1 | 11 | 3  | +8   |  | SSC Naples                 |     | 3-0 | 3-1 | 3-0 |
| 2    | BSC Young Boys    | 12  | 6 | 4 | 0 | 2 | 13 | 7  | +6   |  | BSC Young Boys             | 2-0 |     | 2-0 | 5-0 |
| 3    | Sparta Prague     | 10  | 6 | 3 | 1 | 2 | 11 | 6  | +5   |  | Sparta Prague              | 0-0 | 3-1 |     | 4-0 |
| 4    | Slovan Bratislava | 0   | 6 | 0 | 0 | 6 | 1  | 20 | -19  |  | Slovan Bratislava          | 0-2 | 1-3 | 0-3 |     |

| 1re journée                      | BSC Young Boys                                                    | 5 - 0   | Slovan Bratislava | Stade de Suisse, Berne                        |                                               |
| 18 septembre 2014 21 h 05 (CEST) | Lecjaks 5e · Steffen 29e · Nuzzolo 63e · Nikci 80e · Hoarau 90+2e | (2 - 0) |                   | Spectateurs : 9 900 Arbitrage : Artyom Kuchin | Spectateurs : 9 900 Arbitrage : Artyom Kuchin |
| 18 septembre 2014 21 h 05 (CEST) | Rapport                                                           |         |                   | Spectateurs : 9 900 Arbitrage : Artyom Kuchin | Spectateurs : 9 900 Arbitrage : Artyom Kuchin |

|  | SSC Naples                          | 3 - 1   | Sparta Prague | Stade San Paolo, Naples                     |                                             |
|  | Higuaín 23e (csc) · Mertens 51e 81e | (1 - 1) | 14e Hušbauer  | Spectateurs : 18 000 Arbitrage : Kevin Blom | Spectateurs : 18 000 Arbitrage : Kevin Blom |
|  | Rapport                             |         |               | Spectateurs : 18 000 Arbitrage : Kevin Blom | Spectateurs : 18 000 Arbitrage : Kevin Blom |

| 2e journée                    | Sparta Prague              | 3 - 1   | BSC Young Boys | Generali Arena, Prague                                |                                                       |
| 2 octobre 2014 19 h 00 (CEST) | Vácha 27e · Lafata 28e 85e | (2 - 0) | 52e Hoarau     | Spectateurs : 10 205 Arbitrage : Michális Koukoulákis | Spectateurs : 10 205 Arbitrage : Michális Koukoulákis |
| 2 octobre 2014 19 h 00 (CEST) | Rapport                    |         |                | Spectateurs : 10 205 Arbitrage : Michális Koukoulákis | Spectateurs : 10 205 Arbitrage : Michális Koukoulákis |

|  | Slovan Bratislava | 0 - 2   | SSC Naples               | Štadión Pasienky, Bratislava                      |                                                   |
|  |                   | (0 - 1) | 35e Hamšík · 74e Higuaín | Spectateurs : 10 738 Arbitrage : Marijo Strahonja | Spectateurs : 10 738 Arbitrage : Marijo Strahonja |
|  | Rapport           |         |                          | Spectateurs : 10 738 Arbitrage : Marijo Strahonja | Spectateurs : 10 738 Arbitrage : Marijo Strahonja |

| 3e journée                     | Slovan Bratislava | 0 - 3   | Sparta Prague                        | Štadión Pasienky, Bratislava                         |                                                      |
| 23 octobre 2014 19 h 00 (CEST) |                   | (0 - 0) | 56e Lafata · 61e Konaté · 81e Krejčí | Spectateurs : 6 891 Arbitrage : Martin Strömbergsson | Spectateurs : 6 891 Arbitrage : Martin Strömbergsson |
| 23 octobre 2014 19 h 00 (CEST) | Rapport           |         |                                      | Spectateurs : 6 891 Arbitrage : Martin Strömbergsson | Spectateurs : 6 891 Arbitrage : Martin Strömbergsson |

|  | BSC Young Boys             | 2 - 0   | SSC Naples | Stade de Suisse, Berne                        |                                               |
|  | Hoarau 52e · Bertone 90+2e | (0 - 0) |            | Spectateurs : 28 000 Arbitrage : Ruddy Buquet | Spectateurs : 28 000 Arbitrage : Ruddy Buquet |
|  | Rapport                    |         |            | Spectateurs : 28 000 Arbitrage : Ruddy Buquet | Spectateurs : 28 000 Arbitrage : Ruddy Buquet |

| 4e journée                    | Sparta Prague                                | 4 - 0   | Slovan Bratislava | Generali Arena, Prague                         |                                                |
| 6 novembre 2014 21 h 05 (CET) | Lafata 29e 83e · Krejčí 32e · Nhamoinesu 74e | (2 - 0) |                   | Spectateurs : 13 805 Arbitrage : Aleksei Eskov | Spectateurs : 13 805 Arbitrage : Aleksei Eskov |
| 6 novembre 2014 21 h 05 (CET) | Rapport                                      |         |                   | Spectateurs : 13 805 Arbitrage : Aleksei Eskov | Spectateurs : 13 805 Arbitrage : Aleksei Eskov |

|  | SSC Naples              | 3 - 0   | BSC Young Boys | Stade San Paolo, Naples                      |                                              |
|  | de Guzmán 45+2e 65e 83e | (1 - 0) |                | Spectateurs : 25 000 Arbitrage : Kenn Hansen | Spectateurs : 25 000 Arbitrage : Kenn Hansen |
|  | Rapport                 |         |                | Spectateurs : 25 000 Arbitrage : Kenn Hansen | Spectateurs : 25 000 Arbitrage : Kenn Hansen |

| 5e journée                     | Slovan Bratislava | 1 - 3   | BSC Young Boys                  | Štadión Pasienky, Bratislava                   |                                                |
| 27 novembre 2014 19 h 00 (CET) | Soumah 11e        | (1 - 2) | 9e (pen.) Hoarau · 18e 63e Kubo | Spectateurs : 2 000 Arbitrage : Pol van Boekel | Spectateurs : 2 000 Arbitrage : Pol van Boekel |
| 27 novembre 2014 19 h 00 (CET) | Rapport           |         |                                 | Spectateurs : 2 000 Arbitrage : Pol van Boekel | Spectateurs : 2 000 Arbitrage : Pol van Boekel |

|  | Sparta Prague | 0 - 0   | SSC Naples | Generali Arena, Prague                          |                                                 |
|  |               | (0 - 0) |            | Spectateurs : 16 111 Arbitrage : Andre Marriner | Spectateurs : 16 111 Arbitrage : Andre Marriner |
|  | Rapport       |         |            | Spectateurs : 16 111 Arbitrage : Andre Marriner | Spectateurs : 16 111 Arbitrage : Andre Marriner |

| 6e journée                     | BSC Young Boys                    | 2 - 0   | Sparta Prague | Stade de Suisse, Berne                         |                                                |
| 11 décembre 2014 21 h 05 (CET) | Hoarau 75e (pen.) · Steffen 90+4e | (0 - 0) |               | Spectateurs : 15 150 Arbitrage : Hüseyin Göçek | Spectateurs : 15 150 Arbitrage : Hüseyin Göçek |
| 11 décembre 2014 21 h 05 (CET) | Rapport                           |         |               | Spectateurs : 15 150 Arbitrage : Hüseyin Göçek | Spectateurs : 15 150 Arbitrage : Hüseyin Göçek |

|  | SSC Naples                           | 3 - 0   | Slovan Bratislava | Stade San Paolo, Naples                            |                                                    |
|  | Mertens 6e · Hamšík 16e · Zapata 75e | (2 - 0) |                   | Spectateurs : 6 490 Arbitrage : Aleksandar Stavrev | Spectateurs : 6 490 Arbitrage : Aleksandar Stavrev |
|  | Rapport                              |         |                   | Spectateurs : 6 490 Arbitrage : Aleksandar Stavrev | Spectateurs : 6 490 Arbitrage : Aleksandar Stavrev |

## Groupe J
| Rang | Équipe          | Pts | J | G | N | P | Bp | Bc | Diff |  | Résultats (▼ dom., ► ext.) |     |     |     |     |
| ---- | --------------- | --- | - | - | - | - | -- | -- | ---- |  | -------------------------- | --- | --- | --- | --- |
| 1    | Dynamo Kiev     | 15  | 6 | 5 | 0 | 1 | 12 | 4  | +8   |  | Dynamo Kiev                |     | 2-0 | 3-1 | 2-0 |
| 2    | Aalborg BK      | 9   | 6 | 3 | 0 | 3 | 5  | 10 | -5   |  | Aalborg BK                 | 3-0 |     | 1-0 | 1-0 |
| 3    | Steaua Bucarest | 7   | 6 | 2 | 1 | 3 | 11 | 9  | +2   |  | Steaua Bucarest            | 0-2 | 6-0 |     | 2-1 |
| 4    | Rio Ave         | 4   | 6 | 1 | 1 | 4 | 5  | 10 | -5   |  | Rio Ave                    | 0-3 | 2-0 | 2-2 |     |

| 1re journée                      | Steaua Bucarest                                           | 6 - 0   | Aalborg BK | Arena Națională, Bucarest                          |                                                    |
| 18 septembre 2014 21 h 05 (CEST) | Rusescu 51e · Rusescu 58e (pen.) 73e · Keșerü 61e 65e 72e | (0 - 0) |            | Spectateurs : 0 1 Arbitrage : Vladislav Bezborodov | Spectateurs : 0 1 Arbitrage : Vladislav Bezborodov |
| 18 septembre 2014 21 h 05 (CEST) | Rapport                                                   |         |            | Spectateurs : 0 1 Arbitrage : Vladislav Bezborodov | Spectateurs : 0 1 Arbitrage : Vladislav Bezborodov |

|  | Rio Ave | 0 - 3   | Dynamo Kiev                                 | Estádio dos Arcos, Vila do Conde                   |                                                    |
|  |         | (0 - 2) | 20e Yarmolenko · 25e Belhanda · 70e Kravets | Spectateurs : 2 315 Arbitrage : Stefan Johannesson | Spectateurs : 2 315 Arbitrage : Stefan Johannesson |
|  | Rapport |         |                                             | Spectateurs : 2 315 Arbitrage : Stefan Johannesson | Spectateurs : 2 315 Arbitrage : Stefan Johannesson |

| 2e journée                    | Dynamo Kiev                                     | 3 - 1   | Steaua Bucarest | Stade olympique, Kiev                                 |                                                       |
| 2 octobre 2014 19 h 00 (CEST) | Yarmolenko 40e · Kravets 66e · Teodorczyk 90+1e | (1 - 0) | 89e Rusescu     | Spectateurs : 15 000 Arbitrage : Robert Schörgenhofer | Spectateurs : 15 000 Arbitrage : Robert Schörgenhofer |
| 2 octobre 2014 19 h 00 (CEST) | Rapport                                         |         |                 | Spectateurs : 15 000 Arbitrage : Robert Schörgenhofer | Spectateurs : 15 000 Arbitrage : Robert Schörgenhofer |

|  | Aalborg BK   | 1 - 0   | Rio Ave | Energi Nord Arena, Aalborg                   |                                              |
|  | Helenius 46e | (0 - 0) |         | Spectateurs : 6 000 Arbitrage : Tony Chapron | Spectateurs : 6 000 Arbitrage : Tony Chapron |
|  | Rapport      |         |         | Spectateurs : 6 000 Arbitrage : Tony Chapron | Spectateurs : 6 000 Arbitrage : Tony Chapron |

| 3e journée                     | Aalborg BK                         | 3 - 0   | Dynamo Kiev | Energi Nord Arena, Aalborg                     |                                                |
| 23 octobre 2014 19 h 00 (CEST) | Enevoldsen 11e · Thomsen 39e 90+1e | (2 - 0) |             | Spectateurs : 6 043 Arbitrage : Stephan Studer | Spectateurs : 6 043 Arbitrage : Stephan Studer |
| 23 octobre 2014 19 h 00 (CEST) | Rapport                            |         |             | Spectateurs : 6 043 Arbitrage : Stephan Studer | Spectateurs : 6 043 Arbitrage : Stephan Studer |

|  | Steaua Bucarest | 2 - 1   | Rio Ave       | Arena Națională, Bucarest                  |                                            |
|  | Rusescu 17e 45e | (2 - 0) | 48e Del Valle | Spectateurs : 15 000 Arbitrage : Lee Evans | Spectateurs : 15 000 Arbitrage : Lee Evans |
|  | Rapport         |         |               | Spectateurs : 15 000 Arbitrage : Lee Evans | Spectateurs : 15 000 Arbitrage : Lee Evans |

| 4e journée                    | Dynamo Kiev            | 2 - 0   | Aalborg BK | Stade olympique, Kiev                             |                                                   |
| 6 novembre 2014 21 h 05 (CET) | Vida 70e · Gusev 90+3e | (0 - 0) |            | Spectateurs : 25 230 Arbitrage : Aleksei Kulbakov | Spectateurs : 25 230 Arbitrage : Aleksei Kulbakov |
| 6 novembre 2014 21 h 05 (CET) | Rapport                |         |            | Spectateurs : 25 230 Arbitrage : Aleksei Kulbakov | Spectateurs : 25 230 Arbitrage : Aleksei Kulbakov |

|  | Rio Ave              | 2 - 2   | Steaua Bucarest          | Estádio dos Arcos, Vila do Conde              |                                               |
|  | Lopes 35e 77e (pen.) | (1 - 0) | 61e Keserü · 90+4e Filip | Spectateurs : 3 000 Arbitrage : Marcin Borski | Spectateurs : 3 000 Arbitrage : Marcin Borski |
|  | Rapport              |         |                          | Spectateurs : 3 000 Arbitrage : Marcin Borski | Spectateurs : 3 000 Arbitrage : Marcin Borski |

| 5e journée                     | Aalborg BK     | 1 - 0   | Steaua Bucarest | Energi Nord Arena, Aalborg                   |                                              |
| 27 novembre 2014 19 h 00 (CET) | Enevoldsen 72e | (0 - 0) |                 | Spectateurs : 7 515 Arbitrage : Felix Zwayer | Spectateurs : 7 515 Arbitrage : Felix Zwayer |
| 27 novembre 2014 19 h 00 (CET) | Rapport        |         |                 | Spectateurs : 7 515 Arbitrage : Felix Zwayer | Spectateurs : 7 515 Arbitrage : Felix Zwayer |

|  | Dynamo Kiev           | 2 - 0   | Rio Ave | Stade olympique, Kiev                             |                                                   |
|  | Lens 53e · Veloso 78e | (0 - 0) |         | Spectateurs : 14 500 Arbitrage : Tom Harald Hagen | Spectateurs : 14 500 Arbitrage : Tom Harald Hagen |
|  | Rapport               |         |         | Spectateurs : 14 500 Arbitrage : Tom Harald Hagen | Spectateurs : 14 500 Arbitrage : Tom Harald Hagen |

| 6e journée                     | Steaua Bucarest | 0 - 2   | Dynamo Kiev                 | Arena Națională, Bucarest                      |                                                |
| 11 décembre 2014 21 h 05 (CET) |                 | (0 - 0) | 71e Yarmolenko · 90+4e Lens | Spectateurs : 7 620 Arbitrage : Michael Oliver | Spectateurs : 7 620 Arbitrage : Michael Oliver |
| 11 décembre 2014 21 h 05 (CET) | Rapport         |         |                             | Spectateurs : 7 620 Arbitrage : Michael Oliver | Spectateurs : 7 620 Arbitrage : Michael Oliver |

|  | Rio Ave           | 2 - 0   | Aalborg BK | Estádio dos Arcos, Vila do Conde                     |                                                      |
|  | Del Valle 59e 79e | (0 - 0) |            | Spectateurs : 2 672 Arbitrage : Sébastien Delferiere | Spectateurs : 2 672 Arbitrage : Sébastien Delferiere |
|  | Rapport           |         |            | Spectateurs : 2 672 Arbitrage : Sébastien Delferiere | Spectateurs : 2 672 Arbitrage : Sébastien Delferiere |

## Groupe K
| Rang | Équipe         | Pts | J | G | N | P | Bp | Bc | Diff |  | Résultats (▼ dom., ► ext.) |     |     |     |     |
| ---- | -------------- | --- | - | - | - | - | -- | -- | ---- |  | -------------------------- | --- | --- | --- | --- |
| 1    | Fiorentina     | 13  | 6 | 4 | 1 | 1 | 11 | 4  | +7   |  | Fiorentina                 |     | 3-0 | 1-1 | 1-2 |
| 2    | EA Guingamp    | 10  | 6 | 3 | 1 | 2 | 7  | 6  | +1   |  | EA Guingamp                | 1-2 |     | 2-0 | 2-0 |
| 3    | PAOK Salonique | 7   | 6 | 2 | 1 | 3 | 10 | 7  | +3   |  | PAOK Salonique             | 0-1 | 1-2 |     | 6-1 |
| 4    | Dynamo Minsk   | 4   | 6 | 1 | 1 | 4 | 3  | 14 | -11  |  | Dynamo Minsk               | 0-3 | 0-0 | 0-2 |     |

| 1re journée                      | PAOK Salonique                                                                 | 6 - 1   | Dynamo Minsk | Stade de Toúmba, Thessalonique                      |                                                     |
| 18 septembre 2014 21 h 05 (CEST) | Nikolić 3e (csc) · Athanasiádis 11e 16e 28e · Papadópoulos 50e · Tzandaris 90e | (4 - 0) | 80e Nikolić  | Spectateurs : 21 000 Arbitrage : Mattias Gestranius | Spectateurs : 21 000 Arbitrage : Mattias Gestranius |
| 18 septembre 2014 21 h 05 (CEST) | Rapport                                                                        |         |              | Spectateurs : 21 000 Arbitrage : Mattias Gestranius | Spectateurs : 21 000 Arbitrage : Mattias Gestranius |

|  | Fiorentina                                   | 3 - 0   | EA Guingamp | Stade Artemio-Franchi, Florence                 |                                                 |
|  | Vargas 34e · Cuadrado 67e · Bernardeschi 88e | (1 - 0) |             | Spectateurs : 32 000 Arbitrage : Harald Lechner | Spectateurs : 32 000 Arbitrage : Harald Lechner |
|  | Rapport                                      |         |             | Spectateurs : 32 000 Arbitrage : Harald Lechner | Spectateurs : 32 000 Arbitrage : Harald Lechner |

| 2e journée                    | EA Guingamp      | 2 - 0   | PAOK Salonique | Stade de Roudourou, Guingamp                      |                                                   |
| 2 octobre 2014 19 h 00 (CEST) | Marveaux 47e 60e | (0 - 0) |                | Spectateurs : 8 783 Arbitrage : Gediminas Mažeika | Spectateurs : 8 783 Arbitrage : Gediminas Mažeika |
| 2 octobre 2014 19 h 00 (CEST) | Rapport          |         |                | Spectateurs : 8 783 Arbitrage : Gediminas Mažeika | Spectateurs : 8 783 Arbitrage : Gediminas Mažeika |

|  | Dynamo Minsk | 0 - 3   | Fiorentina                                   | Borisov Arena, Baryssaw                   |                                           |
|  |              | (0 - 1) | 33e Aquilani · 62e Iličič · 67e Bernardeschi | Spectateurs : 5 500 Arbitrage : Paweł Gil | Spectateurs : 5 500 Arbitrage : Paweł Gil |
|  | Rapport      |         |                                              | Spectateurs : 5 500 Arbitrage : Paweł Gil | Spectateurs : 5 500 Arbitrage : Paweł Gil |

| 3e journée                     | Dynamo Minsk | 0 - 0   | EA Guingamp | Borisov Arena, Baryssaw                            |                                                    |
| 23 octobre 2014 19 h 00 (CEST) |              | (0 - 0) |             | Spectateurs : 5 000 Arbitrage : Aleksandar Stavrev | Spectateurs : 5 000 Arbitrage : Aleksandar Stavrev |
| 23 octobre 2014 19 h 00 (CEST) | Rapport      |         |             | Spectateurs : 5 000 Arbitrage : Aleksandar Stavrev | Spectateurs : 5 000 Arbitrage : Aleksandar Stavrev |

|  | PAOK Salonique | 0 - 1   | Fiorentina | Stade de Toúmba, Thessalonique                |                                               |
|  |                | (0 - 1) | 38e Vargas | Spectateurs : 20 000 Arbitrage : Felix Zwayer | Spectateurs : 20 000 Arbitrage : Felix Zwayer |
|  | Rapport        |         |            | Spectateurs : 20 000 Arbitrage : Felix Zwayer | Spectateurs : 20 000 Arbitrage : Felix Zwayer |

| 4e journée                    | EA Guingamp                | 2 - 0   | Dynamo Minsk | Stade de Roudourou, Guingamp                  |                                               |
| 6 novembre 2014 21 h 05 (CET) | Beauvue 44e · Mandanne 86e | (1 - 0) |              | Spectateurs : 8 372 Arbitrage : Artyom Kuchin | Spectateurs : 8 372 Arbitrage : Artyom Kuchin |
| 6 novembre 2014 21 h 05 (CET) | Rapport                    |         |              | Spectateurs : 8 372 Arbitrage : Artyom Kuchin | Spectateurs : 8 372 Arbitrage : Artyom Kuchin |

|  | Fiorentina  | 1 - 1   | PAOK Salonique | Stade Artemio-Franchi, Florence                       |                                                       |
|  | Pasqual 88e | (0 - 0) | 81e Martens    | Spectateurs : 10 000 Arbitrage : Sébastien Delferiere | Spectateurs : 10 000 Arbitrage : Sébastien Delferiere |
|  | Rapport     |         |                | Spectateurs : 10 000 Arbitrage : Sébastien Delferiere | Spectateurs : 10 000 Arbitrage : Sébastien Delferiere |

| 5e journée                     | Dynamo Minsk | 0 - 2   | PAOK Salonique       | Borisov Arena, Baryssaw                              |                                                      |
| 27 novembre 2014 19 h 00 (CET) |              | (0 - 0) | 82e 88e Athanasiádis | Spectateurs : 2 000 Arbitrage : Robert Schörgenhofer | Spectateurs : 2 000 Arbitrage : Robert Schörgenhofer |
| 27 novembre 2014 19 h 00 (CET) | Rapport      |         |                      | Spectateurs : 2 000 Arbitrage : Robert Schörgenhofer | Spectateurs : 2 000 Arbitrage : Robert Schörgenhofer |

|  | EA Guingamp        | 1 - 2   | Fiorentina             | Stade de Roudourou, Guingamp                  |                                               |
|  | Beauvue 45e (pen.) | (1 - 2) | 6e Marin · 13e Babacar | Spectateurs : 5 519 Arbitrage : Aleksei Eskov | Spectateurs : 5 519 Arbitrage : Aleksei Eskov |
|  | Rapport            |         |                        | Spectateurs : 5 519 Arbitrage : Aleksei Eskov | Spectateurs : 5 519 Arbitrage : Aleksei Eskov |

| 6e journée                     | PAOK Salonique          | 1 - 2   | EA Guingamp    | Stade de Toúmba, Thessalonique              |                                             |
| 11 décembre 2014 21 h 05 (CET) | Athanasiádis 22e (pen.) | (1 - 1) | 7e 83e Beauvue | Spectateurs : 12 101 Arbitrage : Kevin Blom | Spectateurs : 12 101 Arbitrage : Kevin Blom |
| 11 décembre 2014 21 h 05 (CET) | Rapport                 |         |                | Spectateurs : 12 101 Arbitrage : Kevin Blom | Spectateurs : 12 101 Arbitrage : Kevin Blom |

|  | Fiorentina | 1 - 2   | Dynamo Minsk                | Stade Artemio-Franchi, Florence                |                                                |
|  | Marin 88e  | (0 - 1) | 39e Kontsevoi · 55e Nikolić | Spectateurs : 7 562 Arbitrage : Cristian Balaj | Spectateurs : 7 562 Arbitrage : Cristian Balaj |
|  | Rapport    |         |                             | Spectateurs : 7 562 Arbitrage : Cristian Balaj | Spectateurs : 7 562 Arbitrage : Cristian Balaj |

## Groupe L
| Rang | Équipe           | Pts | J | G | N | P | Bp | Bc | Diff |  | Résultats (▼ dom., ► ext.) |     |     |     |     |
| ---- | ---------------- | --- | - | - | - | - | -- | -- | ---- |  | -------------------------- | --- | --- | --- | --- |
| 1    | Legia Varsovie   | 15  | 6 | 5 | 0 | 1 | 7  | 2  | +5   |  | Legia Varsovie             |     | 2-0 | 1-0 | 2-1 |
| 2    | Trabzonspor      | 10  | 6 | 3 | 1 | 2 | 8  | 6  | +2   |  | Trabzonspor                | 0-1 |     | 2-0 | 3-1 |
| 3    | KSC Lokeren      | 10  | 6 | 3 | 1 | 2 | 4  | 4  | 0    |  | KSC Lokeren                | 1-0 | 1-1 |     | 1-0 |
| 4    | Metalist Kharkiv | 0   | 6 | 0 | 0 | 6 | 3  | 10 | -7   |  | Metalist Kharkiv           | 0-1 | 1-2 | 0-1 |     |

| 1re journée                      | Metalist Kharkiv | 1 - 2   | Trabzonspor                       | Arena Lviv, Lviv                                 |                                                  |
| 18 septembre 2014 21 h 05 (CEST) | Homenyuk 61e     | (0 - 1) | 25e Constant · 90+4e Papadópoulos | Spectateurs : 6 854 Arbitrage : Tom Harald Hagen | Spectateurs : 6 854 Arbitrage : Tom Harald Hagen |
| 18 septembre 2014 21 h 05 (CEST) | Rapport          |         |                                   | Spectateurs : 6 854 Arbitrage : Tom Harald Hagen | Spectateurs : 6 854 Arbitrage : Tom Harald Hagen |

|  | Legia Varsovie | 1 - 0   | KSC Lokeren | Pepsi Arena, Varsovie                           |                                                 |
|  | Radović 58e    | (0 - 0) |             | Spectateurs : 21 548 Arbitrage : Michael Oliver | Spectateurs : 21 548 Arbitrage : Michael Oliver |
|  | Rapport        |         |             | Spectateurs : 21 548 Arbitrage : Michael Oliver | Spectateurs : 21 548 Arbitrage : Michael Oliver |

| 2e journée                    | KSC Lokeren | 1 - 0   | Metalist Kharkiv | Stade Daknam, Lokeren                          |                                                |
| 2 octobre 2014 19 h 00 (CEST) | De Pauw 74e | (0 - 0) |                  | Spectateurs : 6 000 Arbitrage : Stephan Studer | Spectateurs : 6 000 Arbitrage : Stephan Studer |
| 2 octobre 2014 19 h 00 (CEST) | Rapport     |         |                  | Spectateurs : 6 000 Arbitrage : Stephan Studer | Spectateurs : 6 000 Arbitrage : Stephan Studer |

|  | Trabzonspor | 0 - 1   | Legia Varsovie | Stade Hüseyin Avni Aker, Trabzon              |                                               |
|  |             | (0 - 1) | 16e Kucharczyk | Spectateurs : 9 875 Arbitrage : Viktor Kassai | Spectateurs : 9 875 Arbitrage : Viktor Kassai |
|  | Rapport     |         |                | Spectateurs : 9 875 Arbitrage : Viktor Kassai | Spectateurs : 9 875 Arbitrage : Viktor Kassai |

| 3e journée                     | Metalist Kharkiv | 0 - 1   | Legia Varsovie | Stade Dynamo Lobanovski, Kiev                     |                                                   |
| 22 octobre 2014 18 h 00 (CEST) |                  | (0 - 1) | 28e Duda       | Spectateurs : 2 374 Arbitrage : Gediminas Mažeika | Spectateurs : 2 374 Arbitrage : Gediminas Mažeika |
| 22 octobre 2014 18 h 00 (CEST) | Rapport          |         |                | Spectateurs : 2 374 Arbitrage : Gediminas Mažeika | Spectateurs : 2 374 Arbitrage : Gediminas Mažeika |

| 23 octobre 2014 | Trabzonspor                 | 2 - 0   | KSC Lokeren | Stade Hüseyin Avni Aker, Trabzon            |                                             |
| 19 h 00 (CEST)  | Yatabaré 54e · Constant 87e | (0 - 0) |             | Spectateurs : 7 600 Arbitrage : Liran Liany | Spectateurs : 7 600 Arbitrage : Liran Liany |
| 19 h 00 (CEST)  | Rapport                     |         |             | Spectateurs : 7 600 Arbitrage : Liran Liany | Spectateurs : 7 600 Arbitrage : Liran Liany |

| 4e journée                    | KSC Lokeren | 1 - 1   | Trabzonspor | Stade Daknam, Lokeren                           |                                                 |
| 6 novembre 2014 21 h 05 (CET) | Patosi 5e   | (1 - 1) | 45+2e Waris | Spectateurs : 6 879 Arbitrage : Gianluca Rocchi | Spectateurs : 6 879 Arbitrage : Gianluca Rocchi |
| 6 novembre 2014 21 h 05 (CET) | Rapport     |         |             | Spectateurs : 6 879 Arbitrage : Gianluca Rocchi | Spectateurs : 6 879 Arbitrage : Gianluca Rocchi |

|  | Legia Varsovie            | 2 - 1   | Metalist Kharkiv | Pepsi Arena, Varsovie                              |                                                    |
|  | Saganowski 29e · Duda 84e | (1 - 1) | 22e Kobin        | Spectateurs : 25 809 Arbitrage : Eitan Shmuelevitz | Spectateurs : 25 809 Arbitrage : Eitan Shmuelevitz |
|  | Rapport                   |         |                  | Spectateurs : 25 809 Arbitrage : Eitan Shmuelevitz | Spectateurs : 25 809 Arbitrage : Eitan Shmuelevitz |

| 5e journée                     | Trabzonspor                                      | 3 - 1   | Metalist Kharkiv | Stade Hüseyin Avni Aker, Trabzon                   |                                                    |
| 27 novembre 2014 19 h 00 (CET) | Belkalem 36e · Ekici 86e · Goryainov 90+5e (csc) | (1 - 0) | 68e Homenyuk     | Spectateurs : 6 250 Arbitrage : Mattias Gestranius | Spectateurs : 6 250 Arbitrage : Mattias Gestranius |
| 27 novembre 2014 19 h 00 (CET) | Rapport                                          |         |                  | Spectateurs : 6 250 Arbitrage : Mattias Gestranius | Spectateurs : 6 250 Arbitrage : Mattias Gestranius |

|  | KSC Lokeren | 1 - 0   | Legia Varsovie | Stade Daknam, Lokeren                               |                                                     |
|  | Vanaken 7e  | (1 - 0) |                | Spectateurs : 6 526 Arbitrage : Michael Koukoulakis | Spectateurs : 6 526 Arbitrage : Michael Koukoulakis |
|  | Rapport     |         |                | Spectateurs : 6 526 Arbitrage : Michael Koukoulakis | Spectateurs : 6 526 Arbitrage : Michael Koukoulakis |

| 6e journée                     | Metalist Kharkiv | 0 - 1   | KSC Lokeren | Arena Lviv, Lviv                                 |                                                  |
| 11 décembre 2014 21 h 05 (CET) |                  | (0 - 1) | 16e Leye    | Spectateurs : 1 386 Arbitrage : Leontios Trattou | Spectateurs : 1 386 Arbitrage : Leontios Trattou |
| 11 décembre 2014 21 h 05 (CET) | Rapport          |         |             | Spectateurs : 1 386 Arbitrage : Leontios Trattou | Spectateurs : 1 386 Arbitrage : Leontios Trattou |

|  | Legia Varsovie            | 2 - 0   | Trabzonspor | Pepsi Arena, Varsovie   |                         |
|  | Öztürk 22e (csc) · Sá 56e | (1 - 0) |             | Arbitrage : Kenn Hansen | Arbitrage : Kenn Hansen |
|  | Rapport                   |         |             | Arbitrage : Kenn Hansen | Arbitrage : Kenn Hansen |